# Gulfotad buskekorre
Gulfotad buskekorre (Paraxerus cepapi) är en däggdjursart som först beskrevs av Andrew Smith 1836.  Paraxerus cepapi ingår i släktet Paraxerus, och familjen ekorrar. IUCN kategoriserar arten globalt som livskraftig.
Inga underarter finns listade i Catalogue of Life. Wilson & Reeder (2005) skiljer däremot mellan 10 underarter.
Denna ekorre förekommer i sydöstra Afrika från Tanzania till nordöstra Sydafrika och västerut till södra Angola och norra Namibia. Habitatet utgörs av olika slags skogar, till exempel mopane- och akaciaskogar, samt savann.
Arten har på ovansidan en gråbrungul färg och flera hår har svarta spetsar. På undersidan är pälsen vitaktig till ljusgrå. Över och under ögonen förekommer vita streck som liknar en ljus ögonring. Alla tår är utrustade med skarpa klor. Individerna blir 14,5 till 20 cm långa (huvud och bål), har en 11,5 till 21,5 cm lång svans och väger 76 till 265 g. Mellan olika underarter finns vissa färgvariationer.
Gulfotad buskekorre är dagaktiv och klättrar främst i växtligheten. Ibland går den på marken för att hämta föda. Arten är livlig och kan göra hopp mellan träd som står intill varandra. Den vilar vanligen i trädens håligheter. När dessa saknas kan den även sova i jordhålor, i klippskrevor eller under byggnaders tak. Födan utgörs främst av växtdelar som frön, blommor, frukter, nötter, bär och akaciagummi. Ibland äter arten insekter eller fågelägg.
Denna ekorre bildar familjegrupper med cirka fem medlemmar. Ibland dokumenteras ensamma exemplar eller par. Utanför parningstiden försvarar flockens vuxna medlemmar ett revir som är 0,3 till 1,25 hektar stort. Gulfotade buskekorrar som hålls i fångenskap kan vara aggressiva mot varandra. Vid strider uppstår svåra sår och ibland dödas en av motståndarna.
Hanar som vill para sig har speciella läten och en hona som är parningsberedd svarar med liknande läten. Honor som hölls i fångenskap var dräktiga 56 till 58 dagar och födde oftast två ungar per kull. Ungarna diar sin mor 4 till 6 veckor. I fångenskap kan honan para sig kort efter ungarnas födelse. Ibland var avståndet mellan två kullar endast 62 dagar. Nyfödda ungar är ganska bra utvecklade. Honan kan flytta på dem genom att hålla deras bakdel i munnen. I viss mån deltar även fadern i ungarnas uppfostran, bland annat genom pälsvård. Föräldrarna flyttar ingen fast föda till boet. Vanligen stannar ungarna 6 månader i föräldrarnas närhet.